# 新好男孩 (專輯)
《后街男孩》是后街男孩樂隊的第一張同名專輯。專輯在歐洲、亞洲、加拿大等地銷售，獲得了空前成功，其中包括了數首樂隊最為優秀的單曲。後來的美國版中亦收錄了這些單曲，並編入了一些后街男孩回來了中的曲目。

## 曲目
新好男孩這張專輯在不同地區的版本並不相同。通常來說，德國（歐洲）版的唱片被視作標准版。專輯的出版日期頗有爭議，有人認為是1995年，有人認為是1996年。官方的銷售圖表中，歐洲地區的發行日期均是1996年，但一些銷售圖表中顯示的時間更早。

### 德國版曲目
1. （丹尼斯·波普、馬克斯·馬丁、 希伯特·克瑞洛曲），3:41
2. （貝克、皮雷曲），4:42
3. （阿瑞斯、科圖拉曲），3:52
4. （曼諾、威爾德曲），4:49
5. （馬克斯·馬丁、希伯特·克瑞洛曲），3:53
6. （倫、斯金納曲），4:06
7. （格蘭特、格雷曲），4:49
8. （丹尼斯·波普、馬克斯·馬丁曲），4:06
9. （懷特曲），3:56
10. （阿倫、莫頓曲），5:33
11. （加貝思、嘉寶、霍夫、麥克費森、穆基、斯雷吉、特立維特曲），3:50
12. （倫、斯金納曲），4:41
13. （丹尼斯·波普、馬克斯·馬丁、希伯特·克瑞洛曲），3:03

### 加拿大版曲目
加拿大版中，、與被去掉，僅剩10支曲目。後被加入加拿大版的新好男孩回來了。

### 歐洲限量版
歐洲限量版增加了一支曲目。

### 荷蘭限量版
荷蘭限量版比歐洲限量版還要多出兩首曲目，這兩首都是舊曲目的混音版：
比利時亦發行了荷蘭限量版。

### 歐洲特別版
歐洲特別版比歐洲限量版多出兩首，這兩首都是新曲目：

### 亞洲版
亞洲版並無歐洲各版本通用的新曲目，而是僅在德國版基礎上加入一首。

### 日本版
日本版和亞洲版單獨發行，並在亞洲版加入了。

### 亞洲限量版
亞洲限量版單獨發行，在亞洲版中加入了幾首全新的混音：

### 義大利版
在義大利版本中重錄為。曲目與歐洲原版是一致的。

### 西班牙版
西班牙版中，亦有兩首重錄分別對應與：

### 菲律賓版
菲律賓版中是亞洲版和西班牙版的混合，包括了亞洲版的增加曲目和西班牙版的重錄。

### 澳大利亞版
澳大利亞出版了一張特別收藏版，在德國版的基礎上加入了數首曲目：

## 證書
專輯在38個國家和地區贏得金獎與白金獎，銷售出800萬份。
- 金獎（哥倫比亞、芬蘭、法國、以色列、意大利、日本、巴西、墨西哥、英國、匈牙利、南非）
- 白金獎（丹麥、泰國、韓國、委内瑞拉、中美洲联合省、比利時、瑞典、紐西蘭、澳大利亞）
- 2x白金獎（荷蘭、葡萄牙、象牙海岸、印度、奧地利、德國、香港、印度尼西亞、波蘭、阿根廷、瑞士、新加坡）
- 4x白金獎（西班牙）
- 5x白金獎（臺灣、智利、馬來西亞）
- 7x白金獎（菲律賓）
- 鑽石獎（加拿大）